# Volley Masters Montreux 2011/składy
Artykuł grupuje składy wszystkich reprezentacji narodowych w piłce siatkowej, które wystąpiły w Volley Masters Montreux 2011.
- Przynależność klubowa na koniec sezonu 2010-11.
- Legenda: 
Nr - numer zawodniczki
 A - atakująca 
 L - libero 
 P - przyjmująca 
 R - rozgrywająca 
 Ś - środkowa

## Chiny
Skład:
Trener:  Yu Juemin
| Nr | Zawodniczka  | Wzrost | Klub     | pozycja |
| 1  | Wang Yimei   | 190    | Liaoning | A       |
| 2  | Mi Yang      | 180    | Tianjin  | R       |
| 3  | Yang Jie     | 192    | Shanghai | P       |
| 4  | Hui Ruoqi    | 189    | Jiangsu  | P       |
| 6  | Yin Na       | 182    | Tianjin  | Ś       |
| 7  | Zhang Xian   | 167    | Yunnan   | L       |
| 8  | Wei Qiuyue   | 182    | Tianjin  | R       |
| 9  | Yang Junjing | 190    | Army     | Ś       |
| 10 | Shan Danna   | 168    | Zhejiang | L       |
| 11 | Xu Yunli     | 196    | Fujian   | Ś       |
| 13 | Yang Zhou    | 187    | Zhejiang | P       |
| 15 | Ma Yunwen    | 189    | Shanghai | A       |
| 16 | Qiu Yanan    | 183    | Zhejiang | P       |
| 18 | Fan Linlin   | 190    | Army     | P       |

## Holandia
Skład:
Trener:  Kristian van der Wel
| Nr | Zawodniczka        | Wzrost | Klub               | pozycja |
| 2  | Femke Stoltenborg  | 189    | TVC Amstelveen     | R       |
| 3  | Francien Huurman   | 192    | National Team      | Ś       |
| 5  | Robin de Kruijf    | 192    | National Team      | Ś       |
| 6  | Maret Grothues     | 180    | National Team      | P       |
| 7  | Quinta Steenbergen | 190    | TVC Amstelveen     | Ś       |
| 8  | Alice Blom         | 178    | İqtisadçı Baku     | P       |
| 9  | Myrthe Schoot      | 183    | National Team      | L       |
| 10 | Janneke van Tienen | 176    | National Team      | L       |
| 11 | Judith Pietersen   | 187    | TVC Amstelveen     | A       |
| 13 | Anne Buijs         | 190    | Asterix Kieldrecht | A       |
| 14 | Laura Dijkema      | 184    | National Team      | R       |
| 17 | Nicole Koolhaas    | 197    | ASPTT Miluza       | Ś       |

## Japonia
Skład:
Trener:  Masayoshi Manabe
| Nr | Zawodniczka      | Wzrost | Klub                                     | pozycja |
| 2  | Hitomi Nakamichi | 159    | Toray Arrows                             | R       |
| 5  | Ai Yamamoto      | 192    | JT Marvelous                             | Ś       |
| 6  | Ayano Nakaōji    | 167    | National Institute of Fitness and Sports | R       |
| 8  | Makoto Matsuura  | 173    | NEC Red Rockets                          | R       |
| 9  | Mizuho Ishida    | 174    | Hisamitsu Springs                        | P       |
| 10 | Nana Iwasaka     | 187    | Hisamitsu Springs                        | A       |
| 11 | Erika Araki      | 186    | Toray Arrows                             | Ś       |
| 12 | Kotoki Zayasu    | 160    | Hisamitsu Springs                        | L       |
| 13 | Risa Shinnabe    | 173    | Hisamitsu Springs                        | P       |
| 14 | Yukiko Ebata     | 176    | Hitachi Rivale                           | P       |
| 15 | Maiko Kano       | 186    | Hisamitsu Springs                        | P       |
| 16 | Saori Sakoda     | 175    | Toray Arrows                             | P       |
| 18 | Yuki Ishii       | 179    | Hisamitsu Springs                        | Ś       |
| 19 | Kanari Hamaguchi | 167    | Toray Arrows                             | L       |

## Kuba
Skład:
Trener:  Juan Carlos Gala Rodríguez
| Nr | Zawodniczka            | Wzrost | Klub             | pozycja |
| 1  | Wilma Salas            | 188    | Santiago de Cuba | A       |
| 2  | Yanelis Santos         | 181    | Ciego de Avila   | A/R     |
| 3  | Alena Orta             | 186    | La Habana        | Ś       |
| 4  | Yoana Palacios         | 184    | Ciudad Habana    | R       |
| 6  | Daimara Lescay         | 184    | Holguin          | Ś       |
| 8  | Emily Borrell          | 174    | Villa Clara      | L       |
| 10 | Ana Lidia Cleger       | 183    | Santiago de Cuba | A/R     |
| 11 | Leanny Castañeda Simón | 188    | Guantanamo       | Ś       |
| 13 | Rosanna Giel           | 187    | Ciego de Avila   | Ś       |
| 14 | Kenia Carcasés Opón    | 190    | Holguin          | A       |
| 15 | Yusidey Silié          | 184    | Ciudad Habana    | A/R     |
| 19 | Jennifer Janet Álvarez | 184    | Cienfuegos       | A/R     |

## Niemcy
Skład:
Trener:  Giovanni Guidetti
| Nr | Zawodniczka       | Wzrost | Klub                  | pozycja |
| 1  | Lenka Dürr        | 171    | Rote Raben Vilsbiburg | L       |
| 2  | Kathleen Weiß     | 171    | İqtisadçı Baku        | R       |
| 3  | Regina Burchardt  | 186    | 1. VC Wiesbaden       | P       |
| 5  | Friederike Thieme | 187    | Dresdner SC           | P       |
| 6  | Kathy Radzuweit   | 196    | TSV Bayer Leverkusen  | Ś       |
| 11 | Christiane Fürst  | 192    | Fenerbahçe SK         | Ś       |
| 12 | Heike Beier       | 184    | River Volley Piacenza | P       |
| 13 | Saskia Hippe      | 186    | Dresdner SC           | A       |
| 14 | Margareta Kozuch  | 188    | Atom Trefl Sopot      | A       |
| 15 | Maren Brinker     | 184    | Scavolini Pesaro      | P       |
| 17 | Lena Möllers      | 188    | Rote Raben Vilsbiburg | R       |
| 18 | Nadja Schaus      | 186    | Schweriner SC         | A       |

## Peru
Skład:
Trener:  Luca Cristofani
| Nr | Zawodniczka       | Wzrost | Klub                 | pozycja |
| 1  | Angelica Aquino   | 170    | Divino Maestro       | P       |
| 2  | Mirtha Soriano    | 182    | Deportivo Alianza    | Ś       |
| 3  | Paola Garcia      | 182    | Divino Maestro       | Ś       |
| 4  | Patricia Soto     | 180    | Club de Regatas Lima | P       |
| 5  | Vanessa Palacios  | 167    | Divino Maestro       | L       |
| 7  | Yulissa Zamudio   | 184    | Deportivo Alianza    | Ś       |
| 8  | Angela Leyva      | 180    | Camino de Vida       | P       |
| 12 | Carla Rueda       | 180    | Deportivo Géminis    | A       |
| 13 | Zoila La Rosa     | 171    | Divino Maestro       | R       |
| 14 | Elena Keldibekova | 177    | Club de Regatas Lima | R       |
| 15 | Karla Ortiz       | 178    | Divino Maestro       | P       |
| 19 | Gina López        | 187    | Deportivo Wanka      | A       |

## Stany Zjednoczone
Skład:
Trener:  Karch Kiraly
| Nr | Zawodniczka         | Wzrost | Klub                      | pozycja |
| 1  | Alexis Crimes       | 191    | SVS Post Schwechat        | Ś       |
| 3  | Tayyiba Haneef-Park | 200    | İqtisadçı Baku            | A       |
| 4  | Angela Forsett      | 171    | SVS Post Schwechat        | R       |
| 6  | Nicole Davis        | 167    | Lokomotiv Baku            | L       |
| 8  | Alisha Glass        | 184    | Atom Trefl Sopot          | R       |
| 9  | Jennifer Tamas      | 191    | Llaneras Toa Baja         | Ś       |
| 10 | Kimberly Glass      | 191    | Rabita Baku               | P       |
| 11 | Jordan Larson       | 188    | Dinamo Kazań              | P       |
| 13 | Christa Harmotto    | 188    | Evergande Volleyball Club | Ś       |
| 14 | Nicole Fawcett      | 191    | Dinamo-Jantar Kaliningrad | A       |
| 17 | Mary Spicer         | 177    | GCB Centrostal Bydgoszcz  | R       |
| 18 | Kristin Richards    | 185    | Omiczka Omsk              | P       |

## Włochy
Skład:
Trener:  Massimo Barbolini
| Nr | Zawodniczka        | Wzrost | Klub                             | pozycja |
| 1  | Raphaela Folie     | 190    | Asystel Novara                   | Ś       |
| 2  | Federica Stufi     | 186    | Volleyball Santa Croce           | Ś       |
| 3  | Ilaria Garzaro     | 189    | Chateau d'Ax Urbino              | Ś       |
| 5  | Marta Bechis       | 181    | Asystel Novara                   | R       |
| 6  | Laura Partenio     | 182    | Universal Modena                 | P       |
| 7  | Stefania Okaka     | 185    | Florens Volley Castellana Grotte | P       |
| 9  | Chiara Di Iulio    | 184    | Chateau d'Ax Urbino              | A       |
| 11 | Valentina Biccheri | 190    | Minerva Volley Pawia             | Ś       |
| 12 | Stefania Corna     | 193    | Minerva Volley Pawia             | P       |
| 14 | Giulia Leonardi    | 164    | Robur Tiboni Volley Urbino       | L       |
| 15 | Laura Saccomani    | 191    | Scavolini Pesaro                 | P       |
| 16 | Claudia Cagninelli | 190    | Crema Volley                     | A       |